# Chiminike
El Centro Interactivo de Enseñanza Chiminike, mejor conocido simplemente como Chiminike, es un museo del niño en Tegucigalpa, Honduras dedicado a la enseñanza de las ciencias e historia para los niños.
El museo fue inaugurado en el 2003. Es un centro interactivo para los niños abarcando temas principalmente en las ciencias como la anatomía, la energía, la física, la geografía, el medio ambiente y la sociología. Fue el primer museo en Honduras diseñado para los niños.

## Historia
El museo se empezó a planificar en 1998 por iniciativa de la primera dama Mary Flake de Flores durante la presidencia de Carlos Flores Facussé. A finales de 1998 el Banco Mundial le otorgó al gobierno nacional un préstamo de seis millones de dólares estadounidense para su construcción. En el 2001 el museo se empezó a construir sobre un terreno al lado de la actual sede del Banco Central de Honduras entre el bulevar Fuerzas Armadas y el bulevar Kuwait. El museo fue inaugurado el 29 de octubre de 2003 y abierto finalmente al público el 1 de noviembre de 2003. Es el primer museo del niño en Honduras.

## Colección
El museo incluye espacios interactivos con distintas temáticas de las ciencias. Las exhibiciones están diseñadas para ser interactivas para los niños y abarcan temas científicos como la anatomía, la energía, la física, la geografía, el medio ambiente y la sociología. También hay espacios dedicados a la historia y cultura hondureña.